# Academia de Letras dos Campos Gerais
A Academia de Letras dos Campos Gerais (ALCG)  é uma instituição que reúne os expoentes da literatura paranaense da região dos Campos Gerais do Paraná. Foi fundada em 20 de março de 1999, com sede na cidade de Ponta Grossa.

## História
No final da década de 1990, alguns intelectuais e literatos se reuniram e perceberam a necessidade de se criar uma academia de letras na região dos Campos Gerais. Em 6 de novembro de 1998 diversos escritores de Ponta Grossa e região se reuniram com a intenção de discutir a criação da Academia de Letras. A reunião contou com Túlio Vargas, presidente da Academia Paranaense de Letras.
Em 20 de março de 1999 foi fundada na Associação Comercial e Industrial de Ponta Grossa, a Academia de Letras dos Campos Gerais, reunindo escritores da região, onde foram aprovados o estatuto e o regimento interno. Os membros da diretoria foram eleitos e tomaram posse no mesmo ano. A primeira presidência foi de Leonilda Hilgenberg Justus. Além do município de Ponta Grossa, buscou congregar personalidades de municípios como, por exemplo, Castro, Carambeí, Palmeira, Jaguariaíva e Telêmaco Borba.
Em 20 de setembro de 2001 foi inaugurada a Biblioteca Paranista Eno Teodoro Wanke, que passou a ser a sede da ALCG. O acervo da biblioteca reúne 6 mil títulos, com obras de história, geografia, literatura, poesias, sobre o Paraná e os Campos Gerais. Ainda em 2001, a ALCG foi declarada de utilidade pública, conforme Lei Municipal 6789, sancionada pelo então prefeito de Ponta Grossa, Péricles de Holleben Mello.
A ALCG é uma sociedade sem fins lucrativos, seguindo o modelo da Academia Brasileira de Letras e da Academia Paranaense de Letras. A entidade tem como missão cultivar, preservar e divulgar o vernáculo e a literatura regional, reunindo escritores dos municípios dos Campos Gerais do Paraná. Contribui com publicações, fomenta e divulga novas obras com percepções sobre os Campos Gerais, estimulando o relato escrito de vivências da população regional. Além de promover eventos e concursos literários.
Em 2015 a comunidade da academia lançou um livro que reúne as biografias de todos os patronos, fundadores e dos primeiros membros da instituição. A obra intitulada Biobibliografia da Academia de Letras dos Campos Gerais, teve como organizadores os escritores Luísa Cristina dos Santos Fontes, Luiz Fernando Cheres e Sérgio Monteiro Zan.
A ALCG teve como presidentes os escritores: Leonilda Hilgenberg Justus, Josué Corrêa Fernandes, David Pilatti Montes, Nelsina Elizena Damo Comel, Sérgio Monteiro Zan (em duas gestões), José Ruiter Cordeiro, Luísa Cristina dos Santos Fontes, Aída Mansani Lavalle, Luiz Fernando Cheres, Renata Regis Florisbelo e Neuza Helena Postiglione Mansani.

## Membros
A ALCG é composta por 40 membros, ocupantes de 40 cadeiras. Cada cadeira possui um patrono, um fundador, posteriormente, um primeiro ocupante e assim, sucessivamente. A cadeira fica vaga após a morte do membro, um novo membro só ocupa a cadeira após ser eleito como sucessor pela comunidade acadêmica.
O conceito de "imortalidade" adotado pela Academia se refere ao fato de que cada integrante é permanentemente lembrado no conjunto de escritores pertencentes à instituição, conforme o histórico de cada cadeira. Entre os patronos se destacam intelectuais e literatos renomados como Anita Philipovsky, Telêmaco Augusto Enéas Morosini Borba e Faris Antônio Salomão Michaele.

### Acadêmicos
Patronos, fundadores e ocupantes das cadeiras da Academia de Letras dos Campos Gerais:
| N° | Patrono                                  | Fundador                             | Sucessores                                          |
| -- | ---------------------------------------- | ------------------------------------ | --------------------------------------------------- |
| 1  | Adalto Gambassi de Araújo                | Fernando Silvio Roque de Vasconcelos | Neuza Helena Postiglione Mansani                    |
| 2  | Adjaniro Cardon                          | Lycurgo Negrão                       | Josélia Maria Loyola de Oliveira Gomes              |
| 3  | Agostinho Martins Collares               | Nelsina Elizena Damo Comel           |                                                     |
| 4  | Álvaro Augusto Cunha Rocha               | Sônia Maria Ditzel Martelo           | Rafael Augusto Pomim Lopes                          |
| 5  | Anita Philipovsky                        | Luísa Cristina dos Santos Fontes     |                                                     |
| 6  | Antônio Martins de Araújo                | Égdar Zanoni                         | Renata Regis Florisbelo                             |
| 7  | Antônio Mazzarotto                       | Gabriel de Paula Machado             | Mário Sérgio de Melo                                |
| 8  | Bento João d'Albuquerque Mossurunga      | Oney Barbosa Borba                   | Wilson Jerônimo Comel                               |
| 9  | Brasil Pinheiro Machado                  | Guízela Velêda Frey Chamma           |                                                     |
| 10 | Bruno Enei                               | Josué Corrêa Fernandes               |                                                     |
| 11 | Carlos Alberto Teixeira Coelho           | Luiz Fernando Cheres                 |                                                     |
| 12 | Daily Luiz Wambier                       | Luiz Rodrigues Wambier               |                                                     |
| 13 | Eleonora Amaral de Angelis               | Amália Max Buss                      | Fábio Mauricio Holzmann Maia                        |
| 14 | Emília Erichsen                          | Isolde Maria Waldmann                |                                                     |
| 15 | Epaminondas Holzmann                     | Homar Paczkowski Antunes Pinto       | Arnoldo Monteiro Bach                               |
| 16 | Faris Antônio Salomão Michaele           | Leonilda Hilgenberg Justus           | Newton Schner Junior                                |
| 17 | Felipe Justus Junior                     | Valdomiro Nicolau Burko              | José Ruiter Cordeiro                                |
| 18 | Flávio Carvalho Guimarães                | David Pilatti Montes                 |                                                     |
| 19 | Francesco Giuseppe Maria Burzio          | Candido de Mello Neto                | José Sebastião Fagundes Cunha                       |
| 20 | Guaracy Paraná Vieira                    | Sérgio Monteiro Zan                  |                                                     |
| 21 | Heitor Stockler de França                | Teresa Jussara Luporini              |                                                     |
| 22 | Hugo Mendes de Borja Reis                | Jaime Bernardo de Carvalho Pusch     | Lucia Helena Barros do Valle                        |
| 23 | Jacob Holzmann                           | Paulo Augustus Maluf                 | Laertes Larocca                                     |
| 24 | João Rodrigues Becker y Silva            | Alfredo Bertoldo Klas                | Alana Águida Berti                                  |
| 25 | José Fernandes Cadilhe                   | Eno Theodoro Wanke                   | Eduardo Gusmão dos Anjos Sobrinho                   |
| 26 | José Hoffmann                            | Adail Lemos Inglês                   |                                                     |
| 27 | José Pedro Novaes Rosas                  | Idalina Bueno de Magalhães           | Odenir Follador                                     |
| 28 | Júlia Augusta de Souza Wanderley Petrich | Glaccy Camargo Sêcco                 | Maria Edite Lederer                                 |
| 29 | Lourival dos Santos Lima                 | Pedro Carlos de Campos               |                                                     |
| 30 | Luiz Leopoldo Mercer                     | Nylzamira Cunha Bejes                |                                                     |
| 31 | Manoel Cyrilo Ferreira                   | Carlota Ferreira Martins Colares     | Antônio Queiroz Barbosa Maria Vilma Rodrigues Nadal |
| 32 | Maria Cândida de Jesus Camargo           | Aldina Rocha Sallem                  | Fidelis Bueno Ronie Cardoso Filho                   |
| 33 | Maria Eulina Santos Schena               | Francisco Lothar Paulo Lange         |                                                     |
| 34 | Nestor Erichsen Guimarães                | Ivo José Both                        | José Altevir Mereth Barbosa da Cunha                |
| 35 | Alberto Olavo de Carvalho                | Alberto Olavo de Carvalho            | Alessandra Perrinchelli Bucholdz                    |
| 36 | Osvaldo Pilotto                          | Aída Mansani Lavalle                 |                                                     |
| 37 | Reinaldo Ribas da Silveira               | Maria Lurdes Osternach Pedroso       |                                                     |
| 38 | Szymon Kossobudzki                       | Milton José da Silva Ribas           | Edmundo Schwab Giovana Montes Celinski              |
| 39 | Telêmaco Augusto Enéas Morocines Borba   | Marcos Bahena                        |                                                     |
| 40 | Wilhelm Christian Fugmann                | Hilda Koller                         | Flávio Madalosso Vieira                             |